# Howrse
Howrse je webová hra, kterou v roce 2005 vytvořila francouzská firma Owlient, jejímiž zakladateli byli studenti Vincent Guth a Olivier Issaly. Tématem hry je chov koní. Hra opakovaně získala cenu Browsergame of the Year: v únoru 2009 se stala Hrou roku 2008 v kategorii nejlepší simulace podnikání a navíc získala Cenu publika; v březnu 2011 byla opět Hrou roku v kategorii vztahy s komunitou. Od dubna roku 2011 existuje také její česká verze.